# World Games 2017/Teilnehmer (Deutschland)
| Gelbes Symbol für Goldmedaillen mit stilisierten Olympischen Ringen | Graues Symbol für Silbermedaillen mit stilisierten Olympischen Ringen | Braundes Symbol für Bronzemedaillen mit stilisierten Olympischen Ringen |
| ------------------------------------------------------------------- | --------------------------------------------------------------------- | ----------------------------------------------------------------------- |
| 18                                                                  | 10                                                                    | 14                                                                      |

Deutschland nahm an den World Games 2017 in Breslau teil. Es war die 10. Teilnahme an den World Games. Die deutsche Delegation bestand aus 190 Athleten.
Fahnenträger bei der Eröffnungsfeier war die Inline-Speedskaterin Mareike Thum. Der erfolgreichste deutsche Athlet dieser World Games war der Inline-Speedskater Simon Albrecht mit zwei Gold- und einer Silbermedaille.

## Medaillen

### Medaillenspiegel
Die Angabe der Anzahl der Wettbewerbe bezieht sich auf die mit deutscher Beteiligung. Entscheidungen in den Einladungssportarten fließen nicht in den offiziellen Medaillenspiegel ein.
| Medaillenspiegel Deutschland | Medaillenspiegel Deutschland | Medaillenspiegel Deutschland | Medaillenspiegel Deutschland | Medaillenspiegel Deutschland | Medaillenspiegel Deutschland | Medaillenspiegel Deutschland |
| Platz                        | Sportart                     | Goldmedaille – Olympiasieger | Silbermedaille – 2. Platz    | Bronzemedaille – 3. Platz    | Gesamt                       | Wettbewerbe                  |
| ---------------------------- | ---------------------------- | ---------------------------- | ---------------------------- | ---------------------------- | ---------------------------- | ---------------------------- |
| 1                            | Rettungsschwimmen            | 3                            | 2                            | 3                            | 8                            | 16                           |
| 2                            | Inline-Speedskating          | 3                            | 2                            | 2                            | 7                            | 18                           |
| 3                            | Jiu Jitsu                    | 2                            | 2                            | 3                            | 7                            | 9                            |
| 4                            | Wasserski                    | 2                            | –                            | 1                            | 3                            | 5                            |
| 5                            | Kanupolo                     | 2                            | –                            | –                            | 2                            | 2                            |
| 7                            | Tanzen                       | 1                            | –                            | 1                            | 2                            | 2                            |
| 7                            | Bowling                      | 1                            | –                            | 1                            | 2                            | 4                            |
| 9                            | Faustball                    | 1                            | –                            | –                            | 1                            | 1                            |
| 9                            | Akrobatik                    | 1                            | –                            | –                            | 1                            | 2                            |
| 9                            | Squash                       | 1                            | –                            | –                            | 1                            | 2                            |
| 9                            | Feldbogenschießen            | 1                            | –                            | –                            | 1                            | 3                            |
| 13                           | Flossenschwimmen             | –                            | 3                            | 1                            | 4                            | 5                            |
| 14                           | Sportklettern                | –                            | 1                            | –                            | 1                            | 2                            |
| 15                           | Luftsport                    | –                            | –                            | 1                            | 1                            | 2                            |
| 15                           | Tauziehen                    | –                            | –                            | 1                            | 1                            | 2                            |
| Total                        | Total                        | 18                           | 10                           | 14                           | 42                           |                              |

### Medaillengewinner

#### Gold
| Name | Sportart            | Wettkampf                    |
| --- | ------------------- | ---------------------------- |
| Simon Albrecht | Inline-Speedskating | 300 m Zeitfahren Bahn        |
| Simon Albrecht | Inline-Speedskating | 500 m Sprint Bahn            |
| Mareike Thum | Inline-Speedskating | 500 m Sprint Straße          |
| Danny Wieck | Rettungssport       | 50 m Retten einer Puppe      |
| Christian Ertel Kevin Lehr Joshua Perling Danny Wieck | Rettungssport       | 4 × 25 m Puppenstaffel       |
| Sophia Bauer Alena Krohler Kerstin Lange Jessica Luster | Rettungssport       | 4 × 50 m Gurtretterstaffel   |
| Laura Beuthner | Bowling             | Einzel                       |
| Oliver Zeidler | Indoor-Rudern       | 2000 m Offene Gewichtsklasse |
| Lisa Unruh | Bogenschießen       | Recurvebogen                 |
| Tim Sebastian Michail Kraft | Sportakrobatik      | Herren Paar                  |
| Nick Trinemeier Steve Schmutzler Tim Albrecht Ajith Fernando Lukas Schubert Patrick Thomas Fabian Sagstetter Andrew Fernando Sebastian Thomas Oliver Späth | Faustball           | Mannschaft                   |
| Claudia Köhler Benedetto Ferruggia | Tanzsport           | Standard                     |
| Theresa Attenberger | Jiu Jitsu           | 70 kg Fighting               |
| Roman Apolonov Theresa Attenberger Andreas Knebl Malte Meinken Carina Neupert Julia Paszkiewicz Johannes Tourbeslis Tim Weidenbecher                       | Jiu Jitsu           | Mannschaft                   |
| Simon Rösner | Squash              | Einzel                       |
| Bojan Schipner | Wasserski           | Sprung                       |
| Geena Krüger | Wasserski           | Slalom                       |
| Elena Gilles Katharina Kruse Tonie Lenz Svenja Schaeper Pia Schwarz Caroline Sinsel Fabienne Thole Leonie Wagner                                           | Kanupolo            | Mannschaft                   |
| Johan Driessen Jakob Husen Fiete Junge Robert Pest Lukas Richter Lennart Unterfeld Jonas Vieren Dennis Witt                                                | Kanupolo            | Mannschaft                   |

#### Silber
| Name | Sportart            | Wettkampf                               |
| --- | ------------------- | --------------------------------------- |
| Simon Albrecht | Inline-Speedskating | 200 m Zeitfahren Straße                 |
| Felix Rijnhen | Inline-Speedskating | 15.000 m Rennen Bahn                    |
| Jan Hojer | Sportklettern       | Bouldern                                |
| Joshua Perling | Rettungssport       | 50 m Retten einer Puppe                 |
| Kevin Lehr | Rettungssport       | 100 m Retten mit Flossen und Gurtretter |
| Max Poschart | Flossenschwimmen    | 100 m                                   |
| Max Poschart | Flossenschwimmen    | 200 m                                   |
| Max Lauschus | Flossenschwimmen    | 400 m                                   |
| Andreas Knebl | Jiu Jitsu           | 77 kg Fighting                          |
| Julia Paszkiewicz Johannes Tourbeslis | Jiu Jitsu           | Mixed Duo                               |
| Jan Abrahamsen Lane Acheampong Aurieus Adegbesan Peter Arentsen Donnie Ray Avant Yannik Baumgärtner Harald Binczek Simon Brenner Robin Fensch Simon Gavanda Sebastian Silva Gomez Richard Grooten Thiadric Hansen Alexander Haupert Leon Helm Hendrik Hinrichs Kerim Homri Marc Anthony Hor Till Linus Luca Caleb Janssen Yannic Kiehl Christian Köppe Levi Kruse Jan Lanser Benjamin Mau Moritz Meis David Müller Tobias Nick Kwame Ofori Jason Owuso Patrick Pötsch Joshua Poznanski Thomas Rauch Sven Rieger Tissi Robinson Mike Schallo Marc Scherenberg Thomas Schmidt Hermann Schramm Nicolai Schumann Paul Seemann Philipp Tolksdorf Aaron Wahl Sonny Weishaupt Maximilian Wild Jazan Yassar Paul Zimmermann | American Football   | Mannschaft                              |

#### Bronze
| Name | Sportart            | Wettkampf                              |
| --- | ------------------- | -------------------------------------- |
| Mareike Thum | Inline-Speedskating | 15.000 m Rennen Bahn                   |
| Mareike Thum | Inline-Speedskating | 20.000 m Rennen Straße                 |
| Eugen Schaal | Luftsport           | Segelkunstflug                         |
| Tobias Bording | Bowling             | Einzel                                 |
| Florian Kritzler Max Lauschus Max Poschart Malte Striegler | Flossenschwimmen    | 4 × 100 m Staffel                      |
| Kevin Lehr | Rettungssport       | 100 m Schwimmen und Retten mit Flossen |
| Christian Ertel Kevin Lehr Jan Malkowski Danny Wieck | Rettungssport       | 4 × 50 m Gurtretterstaffel             |
| Sophia Bauer Annalena Geyer Kerstin Lange Jessica Luster | Rettungssport       | 4 × 25 m Puppenstaffel                 |
| Carina Neupert | Jiu Jitsu           | 62 kg Fighting                         |
| Roman Apolonov | Jiu Jitsu           | 62 kg Fighting                         |
| Blanca Birn Annalena Sturm | Jiu Jitsu           | Duo                                    |
| Giannina Bonnemann | Wasserski           | Trickfahren                            |
| Santia Hinostroza Jorge Vera | Tanzen              | Rock ’n’ Roll                          |
| Daniel Fien Markus Böhler Andreas Berl Markus Hug Manfred Klingele Stefan Heimann Patrick Frank Philipp Berl Martin Higel Andreas Fien Lucas Broghammer Eberhard Bartmann | Tauziehen           | Outdoor 640 kg                         |

## Teilnehmer nach Sportarten

### Akrobatik
| Athleten                                     | Wettbewerb | Qualifikation | Qualifikation | Finale        | Finale        | Rang          |
| Athleten                                     | Wettbewerb | Punkte        | Rang          | Punkte        | Rang          | Rang          |
| -------------------------------------------- | ---------- | ------------- | ------------- | ------------- | ------------- | ------------- |
| Frauen                                       |            |               |               |               |               |               |
| Anna Hannemann Alina Heinowski Annalena Kunz | Gruppe     | 51,930        | 5             | ausgeschieden | ausgeschieden | ausgeschieden |
| Männer                                       |            |               |               |               |               |               |
| Michail Kraft Tim Sebastian                  | Paar       | 56,660        | 2             | 29,310        | 1             | Gold          |

### American Football
| Wettbewerb  | Männer |
| ----------- | --- |
| Athleten    | Jan Abrahamsen Lane Acheampong Aurieus Adegbesan Peter Arentsen Donnie Ray Avant Yannik Baumgärtner Harald Binczek Simon Brenner Robin Fensch Simon Gavanda Sebastian Silva Gomez Richard Grooten Thiadric Hansen Alexander Haupert León Helm Hendrik Hinrichs Kerim Homri Marc Anthony Hor Till Linus Luca Caleb Janssen Yannic Kiehl Christian Köppe Levi Kruse Jan Lanser Benjamin Mau Moritz Meis David Müller Tobias Nick Kwame Ofori Jason Owuso Patrick Poetsch Joshua Poznanski Thomas Rauch Sven Rieger Tissi Robinson Mike Schallo Mark Scherenberg Thomas Schmidt Hermann Schramm Nicolai Schumann Paul Seemann Philipp Tolksdorf Aaron Wahl Sonny Weishaupt Maximilian Wild Jazan Yassar Paul Zimmermann |
| Trainer     | Peter Springwald |
| Halbfinale  | USA (14:13) |
| Finale      | Frankreich (6:14) |
| Platzierung | Silber |

### Billard
| Athleten      | Wettbewerb | Achtelfinale  | Achtelfinale | Viertelfinale | Viertelfinale | Halbfinale    | Halbfinale    | Finale / Platz 3 | Finale / Platz 3 | Rang          |
| Athleten      | Wettbewerb | Gegner        | Ergebnis     | Gegner        | Ergebnis      | Gegner        | Ergebnis      | Gegner           | Ergebnis         | Rang          |
| ------------- | ---------- | ------------- | ------------ | ------------- | ------------- | ------------- | ------------- | ---------------- | ---------------- | ------------- |
| Frauen        |            |               |              |               |               |               |               |                  |                  |               |
| Ina Kaplan    | 9-Ball     | Chou Chieh-yu | 1:9          | ausgeschieden | ausgeschieden | ausgeschieden | ausgeschieden | ausgeschieden    | ausgeschieden    | ausgeschieden |
| Männer        |            |               |              |               |               |               |               |                  |                  |               |
| Joshua Filler | 9-Ball     | Carlo Biado   | 5:11         | ausgeschieden | ausgeschieden | ausgeschieden | ausgeschieden | ausgeschieden    | ausgeschieden    | ausgeschieden |

### Boules
| Athleten                           | Wettbewerb      | Qualifikation | Qualifikation | Halbfinale    | Halbfinale    | Finale        | Finale        | Rang          |
| Athleten                           | Wettbewerb      | Punkte        | Rang          | Gegner        | Ergebnis      | Gegner        | Ergebnis      | Rang          |
| ---------------------------------- | --------------- | ------------- | ------------- | ------------- | ------------- | ------------- | ------------- | ------------- |
| Frauen                             |                 |               |               |               |               |               |               |               |
| Indra Lisa Waldbüßer               | Pétanque Einzel | 51            | 7             | ausgeschieden | ausgeschieden | ausgeschieden | ausgeschieden | 7             |
| Lea Mitschker Indra Lisa Waldbüßer | Pétanque Doppel | 20            | 3             | ausgeschieden | ausgeschieden | ausgeschieden | ausgeschieden | ausgeschieden |

### Bowling
| Athleten                      | Wettbewerb | Qualifikation | Qualifikation | Vorrunde                        | Vorrunde | Achtelfinale   | Achtelfinale  | Viertelfinale                | Viertelfinale | Halbfinale     | Halbfinale    | Finale               | Finale                | Rang          |
| Athleten                      | Wettbewerb | Punkte        | Rang          | Gegner                          | Ergebnis | Gegner         | Ergebnis      | Gegner                       | Ergebnis      | Gegner         | Ergebnis      | Gegner               | Ergebnis              | Rang          |
| ----------------------------- | ---------- | ------------- | ------------- | ------------------------------- | -------- | -------------- | ------------- | ---------------------------- | ------------- | -------------- | ------------- | -------------------- | --------------------- | ------------- |
| Frauen                        |            |               |               |                                 |          |                |               |                              |               |                |               |                      |                       |               |
| Laura Beuthner                | Einzel     | 1549          | 1             | –                               | –        | Miranda Panas  | 2:1           | Patricia de Faria            | 2:0           | Clara Guerrero | 2:1           | Kelly Kulick         | 2:0                   | Gold          |
| Birgit Poppler                | Einzel     | 1481          | 3             | –                               | –        | Sandra Gongora | 2:1           | Kelly Kulick                 | 1:2           | ausgeschieden  | ausgeschieden | ausgeschieden        | ausgeschieden         | ausgeschieden |
| Laura Beuthner Birgit Poppler | Doppel     | –             | –             | Hsin-Yi Tsai Yu-Fen Pan         | 876:846  | –              | –             | Danielle McEwan Kelly Kulick | 853:1057      | ausgeschieden  | ausgeschieden | ausgeschieden        | ausgeschieden         | ausgeschieden |
| Laura Beuthner Birgit Poppler | Doppel     | –             | –             | Yuhong Zhang Chunli Zhang       | 924:782  | –              | –             | Danielle McEwan Kelly Kulick | 853:1057      | ausgeschieden  | ausgeschieden | ausgeschieden        | ausgeschieden         | ausgeschieden |
| Laura Beuthner Birgit Poppler | Doppel     | –             | –             | Patricia De Faria Karen Marcano | 913:778  | –              | –             | Danielle McEwan Kelly Kulick | 853:1057      | ausgeschieden  | ausgeschieden | ausgeschieden        | ausgeschieden         | ausgeschieden |
| Männer                        |            |               |               |                                 |          |                |               |                              |               |                |               |                      |                       |               |
| Tobias Bording                | Einzel     | 1395          | 7             | –                               | –        | Michael Mak    | 2:1           | Massimiliano Celli           | 2:1           | Ildemaro Ruiz  | 0:2           | Salvatore Polizzotto | Spiel um Platz 3: 2:0 | Bronze        |
| Andreas Gripp                 | Einzel     | 1303          | 23            | –                               | –        | ausgeschieden  | ausgeschieden | ausgeschieden                | ausgeschieden | ausgeschieden  | ausgeschieden | ausgeschieden        | ausgeschieden         | ausgeschieden |
| Tobias Bording Andreas Gripp  | Doppel     | –             | –             | Andres Gomez Oscar Rodriguez    | 945:950  | –              | –             | ausgeschieden                | ausgeschieden | ausgeschieden  | ausgeschieden | ausgeschieden        | ausgeschieden         | ausgeschieden |
| Tobias Bording Andreas Gripp  | Doppel     | –             | –             | Marshall Kent Thommy Jones      | 910:922  | –              | –             | ausgeschieden                | ausgeschieden | ausgeschieden  | ausgeschieden | ausgeschieden        | ausgeschieden         | ausgeschieden |
| Tobias Bording Andreas Gripp  | Doppel     | –             | –             | Chin-Liang Hsieh Kun-Yi Hung    | 915:837  | –              | –             | ausgeschieden                | ausgeschieden | ausgeschieden  | ausgeschieden | ausgeschieden        | ausgeschieden         | ausgeschieden |

### Faustball
| Wettbewerb   | Männer |
| ------------ | --- |
| Athleten     | Nick Trinemeier Steve Schmutzler Tim Albrecht Ajith Fernando Lukas Schubert Patrick Thomas Fabian Sagstetter Andrew Fernando Sebastian Thomas Oliver Späth                                   |
| Trainer      | Olaf Neuenfeld |
| Gruppenphase | Argentinien 3:0 (11:1, 11:6, 11:8) Österreich 1:3 (8:11, 11:9, 8:11, 6:11) Chile 3:2 (11:9, 11:4, 11:0) Brasilien 3:1 (10:12, 11:3, 11:7, 11:5) Schweiz 3:2 (14:15, 12:10, 8:11, 11:7, 11:6) |
| Halbfinale   | Brasilien 3:0 (11:6, 11:5, 11:7) |
| Finale       | Schweiz 4:3 (9:11, 7:11, 11:6, 7:11, 11:8, 12:10, 11:9) |
| Platzierung  | Gold |

### Feldbogenschießen
| Athleten           | Wettbewerb   | Qualifikation | Qualifikation | Ausscheidungsrunde | Ausscheidungsrunde | Ausscheidungsrunde | Ausscheidungsrunde | Achtelfinale  | Achtelfinale  | Viertelfinale | Viertelfinale | Halbfinale     | Halbfinale    | Finale        | Finale        | Rang          |
| Athleten           | Wettbewerb   | Ringe         | Rang          | Gegner             | Ergebnis           | Gegner             | Ergebnis           | Gegner        | Ergebnis      | Gegner        | Ergebnis      | Gegner         | Ergebnis      | Gegner        | Ergebnis      | Rang          |
| ------------------ | ------------ | ------------- | ------------- | ------------------ | ------------------ | ------------------ | ------------------ | ------------- | ------------- | ------------- | ------------- | -------------- | ------------- | ------------- | ------------- | ------------- |
| Frauen             |              |               |               |                    |                    |                    |                    |               |               |               |               |                |               |               |               |               |
| Manja Conrad       | Blankbogen   | 294           | 7             | Eliette Lalouer    | 63:77              | –                  | –                  | ausgeschieden | ausgeschieden | ausgeschieden | ausgeschieden | ausgeschieden  | ausgeschieden | ausgeschieden | ausgeschieden | ausgeschieden |
| Lisa Unruh         | Recurvebogen | 375           | 1             | –                  | –                  | –                  | –                  | –             | –             | –             | –             | Jessica Tomasi | 60:56         | Naomi Folkard | 52:52 (5:3)   | Gold          |
| Männer             |              |               |               |                    |                    |                    |                    |               |               |               |               |                |               |               |               |               |
| Sebastian Rohrberg | Recurvebogen | 351           | 7             | Karoly Buzas       | 82:78              | Mark Nesbitt       | 85:86              | –             | –             | –             | –             | ausgeschieden  | ausgeschieden | ausgeschieden | ausgeschieden | ausgeschieden |

### Flossenschwimmen
| Athleten                                                   | Wettbewerb        | Finale      | Finale | Rang   |
| Athleten                                                   | Wettbewerb        | Zeit        | Rang   | Rang   |
| ---------------------------------------------------------- | ----------------- | ----------- | ------ | ------ |
| Männer                                                     |                   |             |        |        |
| Malte Striegler                                            | 50 m Tauchen      | 24,70 s     | 7      | 7      |
| Malte Striegler                                            | 100 m             | 35,08 s     | 4      | 4      |
| Max Poschart                                               | 100 m             | 34,84 s     | 2      | Silber |
| Max Poschart                                               | 200 m             | 1:20,87 min | 2      | Silber |
| Max Lauschus                                               | 400 m             | 2:59,02 min | 2      | Silber |
| Max Lauschus Max Poschart Florian Kritzler Malte Striegler | 4 × 100-m-Staffel | 2:19,44 min | 3      | Bronze |

### Indoor-Rudern
| Athleten          | Wettbewerb                   | Zeit       | Rang |
| ----------------- | ---------------------------- | ---------- | ---- |
| Frauen            |                              |            |      |
| Yvonne Apitz      | 500 m Offene Gewichtsklasse  | 1:35,9 min | 7    |
| Luisa Neerschulte | 2000 m Offene Gewichtsklasse | 7:06,9 min | 7    |
| Männer            |                              |            |      |
| Ivan Saric        | 500 m Offene Gewichtsklasse  | 1:16,4     | 7    |
| Oliver Zeidler    | 2000 m Offene Gewichtsklasse | 5:42,0 min | Gold |

### Inline-Speedskating

#### Bahn
| Athleten          | Wettbewerb           | Qualifikation    | Qualifikation    | Viertelfinale    | Viertelfinale    | Halbfinale       | Halbfinale       | Finale           | Finale           | Rang             |
| Athleten          | Wettbewerb           | Zeit             | Rang             | Zeit             | Rang             | Zeit             | Rang             | Zeit/Punkte      | Rang             | Rang             |
| ----------------- | -------------------- | ---------------- | ---------------- | ---------------- | ---------------- | ---------------- | ---------------- | ---------------- | ---------------- | ---------------- |
| Frauen            |                      |                  |                  |                  |                  |                  |                  |                  |                  |                  |
| Laethisia Schimek | 300 m Zeitfahren     | 27,089 s         | 8                | –                | –                | –                | –                | 26,978 s         | 5                | 5                |
| Laethisia Schimek | 500 m Sprint         | –                | –                | 44,394 s         | 3                | ausgeschieden    | ausgeschieden    | ausgeschieden    | ausgeschieden    | ausgeschieden    |
| Laethisia Schimek | 1000 m Sprint        | –                | –                | 1:30,777 min     | 5                | ausgeschieden    | ausgeschieden    | ausgeschieden    | ausgeschieden    | ausgeschieden    |
| Mareike Thum      | 1000 m Sprint        | nicht angetreten | nicht angetreten | nicht angetreten | nicht angetreten | nicht angetreten | nicht angetreten | nicht angetreten | nicht angetreten | nicht angetreten |
| Laethisia Schimek | 10000 m Punkterennen | nicht angetreten | nicht angetreten | nicht angetreten | nicht angetreten | nicht angetreten | nicht angetreten | nicht angetreten | nicht angetreten | nicht angetreten |
| Mareike Thum      | 10000 m Punkterennen | nicht angetreten | nicht angetreten | nicht angetreten | nicht angetreten | nicht angetreten | nicht angetreten | nicht angetreten | nicht angetreten | nicht angetreten |
| Laethisia Schimek | 15000 m Rennen       | nicht angetreten | nicht angetreten | nicht angetreten | nicht angetreten | nicht angetreten | nicht angetreten | nicht angetreten | nicht angetreten | nicht angetreten |
| Mareike Thum      | 15000 m Rennen       | –                | –                | –                | –                | –                | –                | 26:26,079 min    | 3                | Bronze           |
| Männer            |                      |                  |                  |                  |                  |                  |                  |                  |                  |                  |
| Simon Albrecht    | 300 m Zeitfahren     | 24,495 s         | 3                | –                | –                | –                | –                | 24,353 s         | 1                | Gold             |
| Simon Albrecht    | 500 m Sprint         | –                | –                | 42,675 s         | 5                | 42,636 s         | 3                | 41,687 s         | 1                | Gold             |
| Felix Rijhnen     | 10000 m Punkterennen | –                | –                | –                | –                | –                | –                | 4 Punkte         | 7                | 7                |
| Felix Rijhnen     | 15000 m Rennen       | –                | –                | –                | –                | –                | –                | 23:12,992 min    | 2                | Silber           |

#### Straße
| Athleten               | Wettbewerb           | Qualifikation    | Qualifikation    | Viertelfinale    | Viertelfinale    | Halbfinale       | Halbfinale       | Finale           | Finale           | Rang             |
| Athleten               | Wettbewerb           | Zeit             | Rang             | Zeit             | Rang             | Zeit             | Rang             | Zeit/Punkte      | Rang             | Rang             |
| ---------------------- | -------------------- | ---------------- | ---------------- | ---------------- | ---------------- | ---------------- | ---------------- | ---------------- | ---------------- | ---------------- |
| Frauen                 |                      |                  |                  |                  |                  |                  |                  |                  |                  |                  |
| Laethisia Schimek      | 200 m Zeitfahren     | 19,791 s         | 15               | –                | –                | –                | –                | ausgeschieden    | ausgeschieden    | ausgeschieden    |
| Josie Elisabeth Hofman | 200 m Zeitfahren     | 19,791 s         | 15               | –                | –                | –                | –                | ausgeschieden    | ausgeschieden    | ausgeschieden    |
| Laethisia Schimek      | 500 m Sprint         | 54,469 s         | 1                | 48,101           | 4                | ausgeschieden    | ausgeschieden    | ausgeschieden    | ausgeschieden    | ausgeschieden    |
| Josie Elisabeth Hofman | 500 m Sprint         | 54,755 s         | 3                | ausgeschieden    | ausgeschieden    | ausgeschieden    | ausgeschieden    | ausgeschieden    | ausgeschieden    | ausgeschieden    |
| Mareike Thum           | 500 m Sprint         | 54,948 s         | 2                | 48,182 s         | 2                | 46,269 s         | 2                | 46,573 s         | 1                | Gold             |
| Mareike Thum           | 10000 m Punkterennen | –                | –                | –                | –                | –                | –                | 5 Punkte         | 5                | 5                |
| Josie Elisabeth Hofman | 10000 m Punkterennen | –                | –                | –                | –                | –                | –                | 0 Punkte         | 17               | 17               |
| Laethisia Schimek      | 10000 m Punkterennen | –                | –                | –                | –                | –                | –                | 0 Punkte         | 21               | 21               |
| Josie Elisabeth Hofman | 20000 m Rennen       | –                | –                | –                | –                | –                | –                | ausgeschieden    | ausgeschieden    | ausgeschieden    |
| Mareike Thum           | 20000 m Rennen       | –                | –                | –                | –                | –                | –                | 33:03,943 min    | 3                | Bronze           |
| Männer                 |                      |                  |                  |                  |                  |                  |                  |                  |                  |                  |
| Simon Albrecht         | 200 m Zeitfahren     | 17,252 s         | 7                | –                | –                | –                | –                | 16,907 s         | 2                | Silber           |
| Simon Albrecht         | 500 m Sprint         | 47,116 s         | 1                | 42,931 s         | 2                | 41,969 s         | 2                | 42,799 s         | 4                | 4                |
| Felix Rijhnen          | 500 m Sprint         | nicht angetreten | nicht angetreten | nicht angetreten | nicht angetreten | nicht angetreten | nicht angetreten | nicht angetreten | nicht angetreten | nicht angetreten |
| Simon Albrecht         | 10000 m Punkterennen | –                | –                | –                | –                | –                | –                | nicht beendet    | nicht beendet    | nicht beendet    |
| Felix Rijhnen          | 10000 m Punkterennen | –                | –                | –                | –                | –                | –                | 3 Punkte         | 9                | 9                |
| Felix Rijhnen          | 20000 m Rennen       | –                | –                | –                | –                | –                | –                | ausgeschieden    | ausgeschieden    | ausgeschieden    |

### Jiu Jitsu
| Athleten | Wettbewerb     | Vorrunde                        | Vorrunde | Vorrunde                                                       | Vorrunde  | Halbfinale                          | Halbfinale    | Finale / Platz 3                       | Finale / Platz 3 | Rang          |
| Athleten | Wettbewerb     | Gegner                          | Ergebnis | Gegner                                                         | Ergebnis  | Gegner                              | Ergebnis      | Gegner                                 | Ergebnis         | Rang          |
| --- | -------------- | ------------------------------- | -------- | -------------------------------------------------------------- | --------- | ----------------------------------- | ------------- | -------------------------------------- | ---------------- | ------------- |
| Frauen |                |                                 |          |                                                                |           |                                     |               |                                        |                  |               |
| Carina Neupert | 62 kg Fighting | Madeline Choconta Rojas         | 16:5     | Marta Walotek                                                  | 50:0      | Annalisa Cavarretta                 | 7:8           | Marta Walotek                          | 20:4             | Bronze        |
| Theresa Attenberger | 70 kg Fighting | Aafke van Leeuwen               | 5:9      | Liva Tanzer                                                    | 11:3      | Emilia Mackowiak                    | 50:0          | Chloé Claude Laurence Lalande          | 13:5             | Gold          |
| Blanca Birn Annalena Sturm | Duo            | Patricija Delač Sara Besal      | 88,5:90  | Đào Lê Thu Trang Đào Thị Như Quỳnh                             | 87,5:76,5 | Mirneta Becirovic Mirnesa Becirovic | 91,5:97,5     | Suphawadee Kaeosrasaen Kunsatri Kumroi | 90,5:84          | Bronze        |
| Männer |                |                                 |          |                                                                |           |                                     |               |                                        |                  |               |
| Roman Apolonov | 62 kg Fighting | Jairo Alejandro Viviescas Ortiz | 13:5     | Ecco van der Veer                                              | 10:4      | Bohdan Mochulskyi                   | 6:14          | Louis Cloots                           | 10:8             | Bronze        |
| Andreas Knebl | 77 kg Fighting | Ilia Borok                      | 0:50     | Saparmurat Nurmukhanbetov                                      | 16:8      | Percy Kunsa Bi Aku                  | 19:15         | Ilia Borok                             | 1:9              | Silber        |
| Tim Weidenbecher | 94 kg Fighting | Tomasz Szewczak                 | 0:50     | Mohsen Hamid Aghchay                                           | 12:13     | ausgeschieden                       | ausgeschieden | ausgeschieden                          | ausgeschieden    | ausgeschieden |
| Malte Meinken | 94 kg Ne-Waza  | Florent Minguet                 | 2:5      | Max Hederstrom                                                 | 0:100     | ausgeschieden                       | ausgeschieden | ausgeschieden                          | ausgeschieden    | ausgeschieden |
| Mixed |                |                                 |          |                                                                |           |                                     |               |                                        |                  |               |
| Julia Paszkiewicz Johannes Tourbeslis                                                                                                | Duo            | Sara Paganini Michele Vallieri  | 87,5:92  | Romina Yashmir Lopez Cestari Fabrizio Emanuel Quintas De Brito | 89,5:78,5 | Charis Gravensteyn Ian Lodens       | 93:92         | Sara Paganini Michele Vallieri         | 94,5:101         | Silber        |
| Roman Apolonov Theresa Attenberger Andreas Knebl Malte Meinken Carina Neupert Julia Paszkiewicz Johannes Tourbeslis Tim Weidenbecher | Mannschaft     | –                               | –        | –                                                              | –         | Niederlande                         | 5:2           | Russland                               | 5:2              | Gold          |

### Kanupolo
| Wettbewerb   | Frauen | Männer |
| ------------ | --- | --- |
| Athleten     | Elena Gilles Katharina Kruse Tonie Lenz Svenja Schaeper Pia Schwarz Caroline Sinsel Fabienne Thole Leonie Wagner | Johan Driessen Jakob Husen Fiete Junge Robert Pest Lukas Richter Lennart Unterfeld Jonas Vieren Dennis Witt |
| Trainer      | Klaus Schmalenbach                                                                                               | Björn Zirotzki                                                                                              |
| Gruppenphase | Kanada 3:1 Polen 12:1 Niederlande 4:2 Italien 3:1 Neuseeland 3:2 Frankreich 3:4                                  | Italien 4:1 Frankreich 5:3 Spanien 2:2 Chinesisch Taipeh 8:1 Neuseeland 5:3 Polen 6:4                       |
| Halbfinale   | Neuseeland 6:1                                                                                                   | Frankreich 4:3                                                                                              |
| Finale       | Frankreich 5:0                                                                                                   | Italien 4:1                                                                                                 |
| Platzierung  | Gold | Gold |

### Karate
| Athleten       | Wettbewerb    | Vorrunde        | Vorrunde | Vorrunde         | Vorrunde | Vorrunde         | Vorrunde | Halbfinale    | Halbfinale    | Finale / Platz 3 | Finale / Platz 3 | Rang          |
| Athleten       | Wettbewerb    | Gegner          | Ergebnis | Gegner           | Ergebnis | Gegner           | Ergebnis | Gegner        | Ergebnis      | Gegner           | Ergebnis         | Rang          |
| -------------- | ------------- | --------------- | -------- | ---------------- | -------- | ---------------- | -------- | ------------- | ------------- | ---------------- | ---------------- | ------------- |
| Männer         |               |                 |          |                  |          |                  |          |               |               |                  |                  |               |
| Jonathan Horne | Kumite +84 kg | Rodrigo Rojas   | 8:0      | Hideyoshi Kagawa | 0:1      | Sajjad Ganjzadeh | 0:8      | ausgeschieden | ausgeschieden | ausgeschieden    | ausgeschieden    | ausgeschieden |
| Ilja Smorguner | Kata          | Damián Quintero | 0:5      | Ryo Kiyuna       | 0:5      | Mattia Busato    | 0:5      | ausgeschieden | ausgeschieden | ausgeschieden    | ausgeschieden    | ausgeschieden |

### Korfball
| Wettbewerb       | Mixed |
| ---------------- | --- |
| Athleten         | Dominic Düring Karen Fuchs Johanna Gnutt Maurice Grammel Steffen Heppekausen Thorben Hussmann Jana Kierdorf David Liepold Sven Müller Anna Orth Timon Orth Johanna Peuters Lea Sander Anna Schulte |
| Trainer          | Henning Peuters |
| Gruppenphase     | Chinesisch Taipeh 14:22 (4:7, 2:1, 5:6, 3:8) Polen 25:15 (11:2, 4:3, 6:4, 4:6) Vereinigtes Königreich 13:12 (4:4, 3:1, 2:3, 4:4)                                                                   |
| Halbfinale       | Niederlande 13:25 (4:7, 1:4, 4:8, 4:6) |
| Spiel um Platz 3 | Belgien 9:24 (3:7, 3:8, 1:4, 2:5) |
| Platzierung      | 4 |

### Kraftdreikampf
| Athleten                   | Wettbewerb         | Kniebeugen (kg) | Bankdrücken (kg) | Kreuzheben (kg) | Gesamt (kg)     | Punkte          | Rang            |
| -------------------------- | ------------------ | --------------- | ---------------- | --------------- | --------------- | --------------- | --------------- |
| Frauen                     |                    |                 |                  |                 |                 |                 |                 |
| Gundula Fiona von Bachhaus | Mittelgewicht      | 180,0           | 170,0            | 187,5           | 537,5           | 585,61          | 9               |
| Männer                     |                    |                 |                  |                 |                 |                 |                 |
| Sascha Stendebach          | Schwergewicht      | 337,5           | 275,0            | 342,5           | 955,0           | 600,60          | 6               |
| Kevin Jäger                | Superschwergewicht | disqualifiziert | disqualifiziert  | disqualifiziert | disqualifiziert | disqualifiziert | disqualifiziert |

### Luftsport
| Athleten           | Wettbewerb     | Runde 1 | Runde 2 | Runde 3 | Runde 4 | Runde 5 | Runde 6 | Runde 7 | Runde 8 | Runde 9 | Runde 10 | Runde 11 | Runde 12 | Gesamt  | Rang   |
| ------------------ | -------------- | ------- | ------- | ------- | ------- | ------- | ------- | ------- | ------- | ------- | -------- | -------- | -------- | ------- | ------ |
| Männer             |                |         |         |         |         |         |         |         |         |         |          |          |          |         |        |
| Eugen Schaal       | Segelkunstflug | 2331,10 | 1841,30 | 1535,40 | 3200,00 | –       | –       | –       | –       | –       | –        | –        | –        | 8907,80 | Bronze |
| Eberhard Holl      | Segelkunstflug | 2179,30 | 1540.60 | 876,30  | 3120,00 | –       | –       | –       | –       | –       | –        | –        | –        | 7463,40 | 11     |
| Mixed              |                |         |         |         |         |         |         |         |         |         |          |          |          |         |        |
| Tobias Koch        | Swooping       | 23      | 27      | 30      | 11      | 16      | 13      | 34      | 30      | 12      | 22       | 16       | 9        | 202.000 | 14     |
| Markus Scheuermann | Swooping       | 13      | 17      | 12      | 18      | 23      | 26      | 17      | 15      | 21      | 9        | 33       | 27       | 234.000 | 21     |

### Muay Thai
| Athleten     | Wettbewerb | Viertelfinale    | Viertelfinale | Halbfinale      | Halbfinale | Finale       | Finale   | Rang |
| Athleten     | Wettbewerb | Gegner           | Ergebnis      | Gegner          | Ergebnis   | Gegner       | Ergebnis | Rang |
| ------------ | ---------- | ---------------- | ------------- | --------------- | ---------- | ------------ | -------- | ---- |
| Männer       |            |                  |               |                 |            |              |          |      |
| Jakob Styben | 91 kg      | Silapa Halangahu | 0:0 RSC-OC    | Oleh Pryimachov | 27:30      | Jakub Klauda | 28:29    | 4    |

RSC-OC =Referee Stopping Contest – Out Class in Round 1

### Orientierungslauf
| Athleten    | Wettbewerb    | Zeit         | Rang |
| ----------- | ------------- | ------------ | ---- |
| Frauen      |               |              |      |
| Susen Lösch | Sprint        | 16:24,40 min | 28   |
| Susen Lösch | Mittelstrecke | 40:02,00 min | 19   |

### Rettungsschwimmen
| Athleten                                                  | Wettbewerb                             | Vorlauf     | Vorlauf | Finale        | Finale        | Rang          |
| Athleten                                                  | Wettbewerb                             | Zeit        | Rang    | Zeit          | Rang          | Rang          |
| --------------------------------------------------------- | -------------------------------------- | ----------- | ------- | ------------- | ------------- | ------------- |
| Frauen                                                    |                                        |             |         |               |               |               |
| Kerstin Lange                                             | 50 m Retten einer Puppe                | 35,97 s     | 5       | 36,78 s       | 6             | 6             |
| Annalena Geyer                                            | 50 m Retten einer Puppe                | 36,82 s     | 10      | ausgeschieden | ausgeschieden | ausgeschieden |
| Sophia Bauer                                              | 100 m Schwimmen und Retten mit Flossen | 54,76 s     | 8       | 56,37 s       | 8             | 8             |
| Annalena Geyer                                            | 100 m Schwimmen und Retten mit Flossen | 55,79 s     | 10      | ausgeschieden | ausgeschieden | ausgeschieden |
| Alena Kröhler                                             | 100 m Retten mit Flossen und Gurt      | 1:02,11 min | 6       | 1:01,90 min   | 8             | 8             |
| Sophia Bauer                                              | 100 m Retten mit Flossen und Gurt      | 1:03,19 min | 10      | ausgeschieden | ausgeschieden | ausgeschieden |
| Kerstin Lange                                             | 200 m Hindernisschwimmen               | 2:19,88 min | 18      | ausgeschieden | ausgeschieden | ausgeschieden |
| Jessica Luster                                            | 200 m Hindernisschwimmen               | 2:13,36 min | 9       | ausgeschieden | ausgeschieden | ausgeschieden |
| Alena Kröhler                                             | 200 m Super Lifesaver                  | 2:35,64 min | 12      | ausgeschieden | ausgeschieden | ausgeschieden |
| Jessica Luster                                            | 200 m Super Lifesaver                  | 2:32,01 min | 9       | ausgeschieden | ausgeschieden | ausgeschieden |
| Sophia Bauer Annalena Geyer Kerstin Lange Jessica Luster  | 4 × 25 m Puppenstaffel                 | 1:21,75 min | 2       | 1:20,76 min   | 3             | Bronze        |
| Kerstin Lange Jessica Luster Alena Kröhler Annalena Geyer | 4 × 50 m Hindernisstaffel              | 1:54,44 min | 5       | 1:53,86 min   | 6             | 6             |
| Sophia Bauer Alena Kröhler Kerstin Lange Jessica Luster   | 4 × 50 m Gurtretterstaffel             | 1:43,25     | 1       | 1:41,38       | 1             | Gold          |
| Männer                                                    |                                        |             |         |               |               |               |
| Joshua Perling                                            | 50 m Retten einer Puppe                | 29,11 s     | 2       | 29,17 s       | 2             | Silber        |
| Danny Wieck                                               | 50 m Retten einer Puppe                | 27,27 s     | 1       | 28,49 s       | 1             | Gold          |
| Kevin Lehr                                                | 100 m Schwimmen und Retten mit Flossen | 46,72 s     | 4       | 46,25 s       | 3             | Bronze        |
| Jan Malkowski                                             | 100 m Schwimmen und Retten mit Flossen | 45,60 s     | 1       | 46,30 s       | 4             | 4             |
| Kevin Lehr                                                | 100 m Retten mit Flossen und Gurt      | 50,82 s     | 2       | 49,74 s       | 2             | Silber        |
| Joshua Perling                                            | 200 m Hindernisschwimmen               | 2:12,42 min | 18      | ausgeschieden | ausgeschieden | ausgeschieden |
| Danny Wieck                                               | 200 m Hindernisschwimmen               | 2:02,97 min | 13      | ausgeschieden | ausgeschieden | ausgeschieden |
| Christian Ertel                                           | 200 m Super Lifesaver                  | 2:14,48 min | 10      | ausgeschieden | ausgeschieden | ausgeschieden |
| Joshua Perling                                            | 200 m Super Lifesaver                  | 2:10,60 min | 4       | 2:10,96 min   | 4             | 4             |
| Christian Ertel Kevin Lehr Joshua Perling Danny Wieck     | 4 × 25 m Puppenstaffel                 | 1:04,64 min | 1       | 1:04,04 min   | 1             | Gold          |
| Christian Ertel Kevin Lehr Joshua Perling Danny Wieck     | 4 × 50 m Hindernisstaffel              | 1:39,39 min | 2       | 1:39,24 min   | 5             | 5             |
| Christian Ertel Kevin Lehr Joshua Perling Danny Wieck     | 4 × 50 m Gurtretterstaffel             | 1:28,59 min | 1       | 1:28,59 min   | 3             | Bronze        |

### Rollschuhkunstlauf
| Athleten    | Wettbewerb | Short Programm | Long Programm | Rang |
| ----------- | ---------- | -------------- | ------------- | ---- |
| Männer      |            |                |               |      |
| Markus Lell | Frei       | 73.800         | 273.300       | 7    |

### Speedway
| Athleten                                | Vorrunde                         | Vorrunde | Vorrunde                 | Vorrunde | Vorrunde                 | Vorrunde | Vorrunde                          | Vorrunde | Vorrunde                              | Vorrunde | Vorrunde                         | Vorrunde | Vorrunde      | Vorrunde | Race Off      | Race Off      | Finale        | Finale        | Rang |
| Athleten                                | Gegner                           | Punkte   | Gegner                   | Punkte   | Gegner                   | Punkte   | Gegner                            | Punkte   | Gegner                                | Punkte   | Gegner                           | Punkte   | Punkte gesamt | Rang     | Gegner        | Punkte        | Gegner        | Punkte        | Rang |
| --------------------------------------- | -------------------------------- | -------- | ------------------------ | -------- | ------------------------ | -------- | --------------------------------- | -------- | ------------------------------------- | -------- | -------------------------------- | -------- | ------------- | -------- | ------------- | ------------- | ------------- | ------------- | ---- |
| Männer                                  |                                  |          |                          |          |                          |          |                                   |          |                                       |          |                                  |          |               |          |               |               |               |               |      |
| Lukas Fienhage Kai Huckenbeck Erik Riss | Bartosz Zmarzlik Maciej Janowski | 1        | Jason Doyle Chris Holder | 2        | Steve Worrall Danny King | 5        | Antonio Lindback Fredrik Lindgren | 3        | Michael Jensen Niels Kristian Iversen | 3        | Andrei Kudriashov Viktor Kulakov | 3        | 17            | 4        | ausgeschieden | ausgeschieden | ausgeschieden | ausgeschieden | 4    |

### Sportklettern
| Athleten       | Wettbewerb | Qualifikation | Qualifikation | Finale        | Finale        | Rang          |
| Athleten       | Wettbewerb | Ergebnis      | Rang          | Ergebnis      | Rang          | Rang          |
| -------------- | ---------- | ------------- | ------------- | ------------- | ------------- | ------------- |
| Frauen         |            |               |               |               |               |               |
| Monika Retschy | Bouldern   | 2t4 4b16      | 5             | 1t6 2b7       | 5             | 5             |
| Alma Bestvater | Bouldern   | 1t6 4b11      | 9             | ausgeschieden | ausgeschieden | ausgeschieden |
| Männer         |            |               |               |               |               |               |
| Jan Hojer      | Bouldern   | 2t14 3b3      | 4             | 3t6 3b4       | 2             | Silber        |

### Squash
| Athleten         | 1. Runde           | 1. Runde | Achtelfinale  | Achtelfinale  | Viertelfinale          | Viertelfinale | Halbfinale        | Halbfinale    | Finale          | Finale        | Rang          |
| Athleten         | Gegner             | Ergebnis | Gegner        | Ergebnis      | Gegner                 | Ergebnis      | Gegner            | Ergebnis      | Gegner          | Ergebnis      | Rang          |
| ---------------- | ------------------ | -------- | ------------- | ------------- | ---------------------- | ------------- | ----------------- | ------------- | --------------- | ------------- | ------------- |
| Frauen           |                    |          |               |               |                        |               |                   |               |                 |               |               |
| Franziska Hennes | Nadine Shahin      | 0:3      | ausgeschieden | ausgeschieden | ausgeschieden          | ausgeschieden | ausgeschieden     | ausgeschieden | ausgeschieden   | ausgeschieden | ausgeschieden |
| Sina Kandra      | Tamika Saxby       | 1:3      | ausgeschieden | ausgeschieden | ausgeschieden          | ausgeschieden | ausgeschieden     | ausgeschieden | ausgeschieden   | ausgeschieden | ausgeschieden |
| Männer           |                    |          |               |               |                        |               |                   |               |                 |               |               |
| Raphael Kandra   | Ahmed Hany Hussein | 3:0      | César Salazar | 3:0           | Mathieu Castagnet      | 2:3           | ausgeschieden     | ausgeschieden | ausgeschieden   | ausgeschieden | ausgeschieden |
| Simon Rösner     | Wojciech Nowisz    | 3:0      | Rhys Dowling  | 3:0           | Miguel Ángel Rodríguez | 3:2           | Mathieu Castagnet | 3:1           | Grégoire Marche | 3:1           | Gold          |

### Sumō
| Athleten             | Wettbewerb    | Achtelfinale              | Achtelfinale | Viertelfinale | Viertelfinale | Repechage Viertelfinale | Repechage Viertelfinale | Halbfinale    | Halbfinale    | Repechage Halbfinale | Repechage Halbfinale | Finale/Platz 3 | Finale/Platz 3 | Rang          |
| Athleten             | Wettbewerb    | Gegner                    | Ergebnis     | Gegner        | Ergebnis      | Gegner                  | Ergebnis                | Gegner        | Ergebnis      | Gegner               | Ergebnis             | Gegner         | Ergebnis       | Rang          |
| -------------------- | ------------- | ------------------------- | ------------ | ------------- | ------------- | ----------------------- | ----------------------- | ------------- | ------------- | -------------------- | -------------------- | -------------- | -------------- | ------------- |
| Frauen               |               |                           |              |               |               |                         |                         |               |               |                      |                      |                |                |               |
| Julia Dorny          | Leichtgewicht | Fruzsina Forgo            | Yorikiri     | ausgeschieden | ausgeschieden | ausgeschieden           | ausgeschieden           | ausgeschieden | ausgeschieden | ausgeschieden        | ausgeschieden        | ausgeschieden  | ausgeschieden  | ausgeschieden |
| Kerstin Schmidtsdorf | Mittelgewicht | Anna Aleksandrova         | Uwatenage    | ausgeschieden | ausgeschieden | ausgeschieden           | ausgeschieden           | ausgeschieden | ausgeschieden | ausgeschieden        | ausgeschieden        | ausgeschieden  | ausgeschieden  | ausgeschieden |
| Johanna Schumann     | Schwergewicht | Ekaterina Gordeeva        | Yoritaoshi   | ausgeschieden | ausgeschieden | ausgeschieden           | ausgeschieden           | ausgeschieden | ausgeschieden | ausgeschieden        | ausgeschieden        | ausgeschieden  | ausgeschieden  | ausgeschieden |
| Johanna Schumann     | Schwergewicht | Repechage: Yuka Ueta      | Okuritaoshi  | ausgeschieden | ausgeschieden | ausgeschieden           | ausgeschieden           | ausgeschieden | ausgeschieden | ausgeschieden        | ausgeschieden        | ausgeschieden  | ausgeschieden  | ausgeschieden |
| Anika Schulze        | Schwergewicht | Batchimeg Baast           | Utccari      | Olga Davydko  | Okuridashi    | ausgeschieden           | ausgeschieden           | ausgeschieden | ausgeschieden | ausgeschieden        | ausgeschieden        | ausgeschieden  | ausgeschieden  | ausgeschieden |
| Anika Schulze        | Schwergewicht | Repechage: Jagoda Mazurek | Yorikiri     | Olga Davydko  | Okuridashi    | ausgeschieden           | ausgeschieden           | ausgeschieden | ausgeschieden | ausgeschieden        | ausgeschieden        | ausgeschieden  | ausgeschieden  | ausgeschieden |

### Tanzen

#### Standard Tänze
| Athleten                           | 1. Runde | 1. Runde | 1. Runde      | 1. Runde     | 1. Runde  | Halbfinale | Halbfinale | Halbfinale    | Halbfinale   | Halbfinale | Finale | Finale | Finale        | Finale       | Finale    | Rang |
| Athleten                           | Walzer   | Tango    | Wiener Walzer | Slow Foxtrot | Quickstep | Walzer     | Tango      | Wiener Walzer | Slow Foxtrot | Quickstep  | Walzer | Tango  | Wiener Walzer | Slow Foxtrot | Quickstep | Rang |
| ---------------------------------- | -------- | -------- | ------------- | ------------ | --------- | ---------- | ---------- | ------------- | ------------ | ---------- | ------ | ------ | ------------- | ------------ | --------- | ---- |
| Paar                               |          |          |               |              |           |            |            |               |              |            |        |        |               |              |           |      |
| Claudia Köhler Benedetto Ferruggia | 1        | 1        | 1             | 1            | 1         | 1          | 1          | 1             | 1            | 1          | 1      | 1      | 1             | 1            | 1         | Gold |

#### Rock ’n’ Roll
| Athleten                     | 1. Runde | 1. Runde | Hoffnungsrunde | Hoffnungsrunde | Halbfinale | Halbfinale | Finale | Finale | Rang   |
| Athleten                     | Punkte   | Rang     | Punkte         | Rang           | Punkte     | Rang       | Punkte | Rang   | Rang   |
| ---------------------------- | -------- | -------- | -------------- | -------------- | ---------- | ---------- | ------ | ------ | ------ |
| Paar                         |          |          |                |                |            |            |        |        |        |
| Santia Hinostroza Jorge Vera | 78,95    | 3        | –              | –              | 103,38     | 3          | 108,49 | 3      | Bronze |

### Tauziehen
| Wettbewerb       | Männer Outdoor 640 kg | Männer Outdoor 700kg |
| ---------------- | --- | --- |
| Athleten         | Daniel Fien Markus Böhler Andreas Berl Markus Hug Manfred Klingele Stefan Heimann Patrick Frank Philipp Berl Martin Higel Andreas Fien Lucas Broghammer Eberhard Bartmann | Christian Egg Andreas Berl Christian Bartmann Markus Friess Johannes Walcher Andreas Reisacher Martin Schindler Heinrich Biegert Wolfgang Wegmann Christoph Beckert Eberhard Bartmann |
| Trainer          | Andreas Berl | Andreas Berl |
| Gruppenphase     | Vereinigtes Königreich 0:3 Irland 3:0 Schweiz 0:3 Niederlande 3:0 Schweden 0:3                                                                                            | Niederlande 0:3 Vereinigtes Königreich 1:1 Schweiz 0:3 Schweden 3:0 Belgien 0:3 |
| Halbfinale       | Schweiz 0:3 | ausgeschieden |
| Spiel um Platz 3 | Schweden 3:0 | ausgeschieden |
| Platzierung      | Bronze | ausgeschieden |

### Wasserski
| Athleten           | Wettbewerb  | Qualifikation    | Qualifikation    | Finale           | Finale           | Rang             |
| Athleten           | Wettbewerb  | Ergebnis         | Rang             | Ergebnis         | Rang             | Rang             |
| ------------------ | ----------- | ---------------- | ---------------- | ---------------- | ---------------- | ---------------- |
| Frauen             |             |                  |                  |                  |                  |                  |
| Geena Krüger       | Slalom      | 2,00/ 55/ 18.25  | 6                | 2,00/ 58/ 11.25  | 1                | Gold             |
| Giannina Bonnemann | Sprung      | 42,1 m           | 6                | 42,7 m           | 5                | 5                |
| Giannina Bonnemann | Trickfahren | 4840             | 5                | 7920             | 3                | Bronze           |
| Männer             |             |                  |                  |                  |                  |                  |
| Bojan Schipner     | Slalom      | nicht angetreten | nicht angetreten | nicht angetreten | nicht angetreten | nicht angetreten |
| Bojan Schipner     | Sprung      | 60,3 m           | 2                | 64,6 m           | 1                | Gold             |